# 안동 서악사 목조아미타여래삼존상
안동 서악사 목조아미타여래삼존상(安東 西岳寺 木造阿彌陀如來三尊像)은 경상북도 안동시 태화동, 서악사에 있는 불상이다. 2016년 10월 6일 경상북도의 유형문화재 제496호로 지정되었다.

## 지정사유
안동 서악사 극락전에 봉안되어 있는 아미타여래삼존상은 좌불(坐佛)의 아미타불을 중심으로 좌우에 입상(立像)의 두 보살상이 협시한 구성이다. 이 삼존상은 목조(木造)로 추정되며 아미타불상에서 발견된 발원문(發願文)(3장)에 의하며, 1567년(융경 원년, 隆慶 元年) 제작된 것을 알 수 있다. 주존불상과 두 협시보살상은 얼굴, 신체비례, 옷 표현 등에서 일치하므로 모두 함께 조성된 것으로 판단된다.
비록 최근의 잘못된 도금(塗金)으로 인해 원형이 숨겨져 있으나 조선 전기 불상의 원상은 유지되고 있다고 판단되며, 3건의 발원문 기록을 통해 17∼19세기 안동지역 사찰과 불상의 중수에 관한 상황을 파악할 수 있어 학술적으로 중요한 자료라 판단되므로 유형문화재(有形文化財)로 지정한다.

## 지정 내역
| 종별            | 명칭                             | 재료 | 구조·형식 ·형태 | 규격                       | 수량 | 기타 특징                                                      |
| --------------- | -------------------------------- | ---- | --------------- | -------------------------- | ---- | -------------------------------------------------------------- |
| 有形 文化財 496 | 安東 西岳寺 木造阿彌陀如來三尊像 | 3軀  | 3軀             | 3軀                        | 3軀  | 3軀                                                            |
| -1)             | 아미타불                         | 木   | 좌상            | 높이 104.5 cm, 슬폭72.0 cm | 1軀  | 제작연대 : 1567년 조성 1707년 중수 및 개금 1855년, 1898년 개금 |
| -2)             | 관음보살                         | 木   | 입상            | 높이 108.0 cm              | 1軀  | 제작연대 : 1567년 조성 1707년 중수 및 개금 1855년, 1898년 개금 |
| -3)             | 대세지보살                       | 木   | 입상            | 높이 107.0 cm              | 1軀  | 제작연대 : 1567년 조성 1707년 중수 및 개금 1855년, 1898년 개금 |

## 참고 문헌
- 안동 서악사 목조아미타여래삼존상 - 국가유산청 국가유산포털